# Ellian és a mágikus kötelék
Az Ellian és a mágikus kötelék (eredeti címen: Spellbound) 2024-ben bemutatott amerikai 3D-s számítógépes animációs zenés filmvígjáték, amelyet Vicky Jenson rendezett.
A bemutató 2024. november 22-én volt a Netflixen.

## Cselekmény
A Lumbria varázslatos királyságában Ellian hercegnőnek meg kell birkóznia azzal a ténnyel, hogy szülei, Solon király és Ellsmere királynő, egy évvel ezelőtt vad szörnyekké változtak, miután elindultak az örök sötétség erdőjébe. A királyi tanácsadók, Bolinar miniszter és Nazara Prone, segítenek neki elrejteni a szörnyeket a nyilvánosság elől és irányítani az országot, de mivel nem sikerül visszaváltoztatni a szüleit, úgy vélik, Elliannak kellene átvennie a trónt, mivel hamarosan betölti a 15. életévét. Utolsó próbálkozásként, hogy visszahozza a szüleit, Ellian találkozót szervez két istenséggel, Szolárral és Lunóval, a Nap és a Hold prófétáival. Azonban, amikor a próféták megérkeznek a kastélyba, a szörnyek megijesztik őket, így azok elmenekülnek, de hátrahagynak egy mágikus tárgyat, a „Fityegőt”, amely egyesíti az ősi Nap és Hold varázserejét.  
Ellian véletlenül kiszabadítja a szörnyeket a ketrecükből, akik pusztítást okoznak a királyságban, és ezzel felfedik létezésüket a nép és a királyi őrség kapitánya előtt. A pánik hatására a kapitány elrendeli, hogy a szörnyeket száműzzék a királyságból, ezért Ellian a Fityegő erejével menekülni kényszerül, hogy szüleivel együtt felkutassa a prófétákat és megmentse őket. Menekülés közben ismét használja a Fityegőt, hogy lerázza az üldöző őröket és a minisztereket, de ezzel véletlenül Bolinar Ellian háziállatával, Fincivel cserél testet, így a tanácsadó egy apró rágcsáló bőrében reked.
A sötét erdő mélyén, Szolár és Luno kunyhójában, a próféták elárulják, hogy csak Ellian szülei törhetik meg az átkot, ha elutaznak a fénylő tóhoz. Az utazás során a király és a királynő visszanyerik a beszéd képességét, de továbbra sem emlékeznek régi önmagukra.  
Bolinar megpróbálja a katonákat hozzájuk vezetni, de Ellian segít szüleinek megszökni, áthaladva egy veszélyes sivatagon, amely tele van futóhomokkal. Útjuk során Ellian megment egy kis griffmadarat, amely a homokba ragadt, és visszajuttatja a szüleihez. Ennek hatására Solon és Ellsmere újra megtapasztalják, mit jelent szülőnek lenni, és végre felismerik Elliant mint lányukat. Emberi érzéseik visszatérése meggyőzi Bolinart arról, hogy Elliannak igaza volt abban, hogy nem szabad feladni a reményt. Közben ő maga is elkezdi élvezni új testét, miután összebarátkozik Finci fajtársaival.  
Amikor a csapat megérkezik a fénylő tóhoz, a tó felfedi, hogy Solon és Ellsmere állandó veszekedése volt az oka átokkal sújtott átváltozásuknak. Rájönnek, hogy boldogtalan párt alkottak, és bevallják Elliannak, hogy nem maradhatnak tovább együtt. Ekkor egy sötét mágiaörvény jelenik meg, amely majdnem elnyeli a kétségbeesett Elliant, miközben a katonák elfogják a szüleit, mivel még mindig szörnyeknek hiszik őket. Sikerül azonban meggyőzniük az alattvalókat az ellenkezőjéről, miután Bolinar összegyűjti Finci fajtársait, hogy megállítsák a katonákat és kiszabadítsák a foglyokat. Solon és Ellsmere ekkor a tó fényét használják, hogy megmentsék Elliannát a sötétségtől. Megnyugtatják, hogy szeretetük iránta soha nem változott, és soha nem is fog. Ellian elfogadja a döntésüket, megértve, hogy különválásuk nem szakítja szét a családjukat. Megölelik egymást, és ezzel az átok megtörik – Solon és Ellsmere újra emberré válnak, Finci és Bolinar pedig visszakapják saját testüket.  
Egy évvel később Solon és Ellsmere külön kastélyokban élnek, de harmóniában uralkodnak és nevelik Elliant együtt. Ellian 16. születésnapján hatalmas ünnepséget tartanak, ahol családja és barátai körében boldogan fogadja el az élet változásait – a jókat és a rosszakat egyaránt.

## Szereplők
| Szerep            | Eredeti hang      | Magyar hang         |
| ----------------- | ----------------- | ------------------- |
| Ellian hercegnő   | Rachel Zegler     | Kardffy Aisha       |
| Ellsmere királyné | Nicole Kidman     | Pápai Erika         |
| Solon király      | Javier Bardem     | Zöld Csaba          |
| Flink             | Dee Bradley Baker | Eredeti hang        |
| Bolinar           | John Lithgow      | Hirtling István     |
| Nazara Prone      | Jenifer Lewis     | Koós Réka           |
| Cardona tábornok  | Olga Merediz      | Papadimitriu Athina |
| Szolár            | Tituss Burgess    | Vincze Gábor Péter  |
| Luno              | Nathan Lane       | Petridisz Hrisztosz |
| Milo              | John Ratzenberger |                     |
| Calan             | Jordan Fisher     |                     |

### Magyar változat
- Magyar szöveg: Gáspár Bence
- Dalszöveg: Nádasi Veronika
- Hangmérnök: Gábor Dániel
- Vágó: Simkóné Varga Erzsébet
- Gyártásvezető: Hódos Edina
- Szinkronrendező: Dóczi Orsolya
- Zenei rendező: Bolba Tamás
- Produkciós vezető: Hagen Péter

A szinkront a Mafilm Audio Kft. készítette.

## A film készítése
2017 márciusában a Skydance Media többéves partnerséget kötött a madridi székhelyű Ilion Animation Studios animációs stúdióval, létrehozva a Skydance Animation animációs részlegét. 2017 júliusában bejelentették a Split című filmet, és a Skydance Media vezérigazgatója, David Ellison felfedte, hogy Linda Woolverton írja a forgatókönyvet. 2019 januárjában a Skydance Animation leszerződtette John Lassetert, a Pixar Animation Studios és a Walt Disney Animation Studios korábbi kreatív igazgatóját, hogy vezesse az animációs részleget. 2020 áprilisában Alan Menken, a híres zeneszerző bejelentette, hogy Lasseterrel együtt dolgozik egy projekten. Májusban a Skydance hivatalosan is megerősítette, hogy Menken újra összeállt dalszövegíró Glenn Slaterrel és Chris Montan zenei producerrel, akikkel korábban már közösen dolgozott a Disney Aranyhaj és a nagy gubanc című filmjén. Ez a projekt a Ellian és a mágikus kötelék című animációs film lett.
A filmet Vicky Jenson rendezte, a forgatókönyvet pedig Linda Woolverton, valamint a Lauren Hynek és Elizabeth Martin alkotta írócsapat írta. 2020 júliusában bejelentették, hogy a film eredetileg a Paramount Pictures forgalmazásában jelent volna meg, azonban 2020 decemberében az Apple TV+ megszerezte a film forgalmazási jogait, részeként egy nagyobb megállapodásnak a Skydance Animationnel. Az Apple Studios vette át a Paramount helyét a produkciós cégként. 2023 októberében azonban a Skydance Animation megszüntette partnerségét az Apple-lel, és többéves szerződést kötött a Netflixszel, amely átvette a stúdió jövőbeli filmjeinek forgalmazását, köztük ezt is. 2024 februárjában kiderült, hogy Julia Miranda is csatlakozott az írói csapathoz. 2024 júniusában megerősítették, hogy Linda Woolverton már nem szerepel a film írójaként, hanem producerként vesz részt a projektben.

## Marketing
2022 márciusában jelentették, hogy a Skydance Animation többéves szerződést kötött a Spin Master Entertainmenttel, hogy a film alapján játékokat készítsen.

## Bemutató
2017 márciusában arról számoltak be, hogy a film az eredeti tervek szerint 2019-ben jelent volna meg. 2020. július 20- án a Paramount Pictures 2022. november 11-ére tűzte ki a megjelenést. 2020. december 16-án az Apple TV+ tárgyalásokat kezdett a film forgalmazási jogainak átvételéről, megtartva a november 11-i dátumot. A film azonban ismeretlen okok miatt végül lemaradt a bemutatási dátumról.
Még októberben a Netflix a Skydance Animationnel kötött új, többéves megállapodás keretében átvette a film forgalmazási jogait az Apple-től, miközben megtartotta a 2024-es bemutatót. 2024 júniusában a Netflix bejelentette, hogy a film premierje 2024. november 22-én lesz.